# Tindra stjärna i juletid
Tindra stjärna i juletid är en julsång, skriven av Bert Månson, och inspelad 1995 av Göran Lindberg på albumet Sånger i jul.
1997 spelades den in av Sanna Nielsen på albumet Min önskejul.

### Fotnoter
1. ↑  ”Sånger i jul”. Svensk mediedatabas. 27 februari 1995. http://smdb.kb.se/catalog/id/001509326. Läst 11 mars 2014.
2. ↑  ”Min önskejul”. Svensk mediedatabas. 27 februari 1997. http://smdb.kb.se/catalog/id/001515252. Läst 11 mars 2014.